# 아내의 사정
《아내의 사정》은 2016년에 개봉한 대한민국의 영화이다.

## 캐스팅
- 유풀잎 : 다미 역
- 이상욱 : 서민구 역
- 이동국 : 도인태 역
- 한서아 : 상해 역
- 박상영 : 진기 역
- 아리 : 지호 역
- 정원 : 무일 역
- 은서 : 은영 역
- 김재영 : 광석 역
- 박세민 : 아버지 역(우정출연)